# Mr. Ove
Pour plus de détails, voir Fiche technique et Distribution.
Mr. Ove (En man som heter Ove) est un film suédois réalisé par Hannes Holm, sorti en 2015. Il s'agit d'une adaptation d'un roman de Fredrik Backman.
Le film est nommé pour l'Oscar du meilleur film en langue étrangère lors de la 89e cérémonie des Oscars.

## Synopsis
Depuis le décès de sa femme et son licenciement, Ove se sent vieux et terriblement inutile. À longueur de journée, il erre dans sa maison comme une âme en peine. Pour s’occuper, il multiplie les rondes de sécurité dans sa copropriété et harcèle ses voisins pour le moindre manquement au règlement intérieur. À 59 ans, grincheux et dépressif, Ove n’attend plus qu’une seule chose de la vie : la mort. Il décide donc d’en finir. mais ses tentatives de suicide échouent lamentablement. La situation se corse lorsque de nouveaux voisins emménagent, affreusement sympathiques : Parvaneh, une jeune Iranienne, son mari et leurs charmants enfants. Sans cesse importuné, Ove n’a plus un instant à lui pour se pendre tranquillement. Pire : à force de nouvelles rencontres et d’amitiés improbables, il se pourrait bien qu’Ove reprenne goût à la vie.

## Fiche technique
- Titre original : En man som heter Ove
- Titre français : Mr. Ove
- Réalisation : Hannes Holm
- Scénario : Hannes Holm, d'après le roman Vieux, râleur et suicidaire : la vie selon Ove (En man som heter Ove) de Fredrik Backman
- Photographie : Göran Hallberg
- Musique : Gaute Storaas
- Pays d'origine : Suède
- Format : Couleurs - 2,35:1
- Genre : drame
- Durée : 116 minutes
- Date de sortie : 2015

## Distribution
- Rolf Lassgård : Ove
- Bahar Pars : Parvaneh
- Filip Berg : Unga Ove
- Ida Engvoll : Sonja
- Tobias Almborg : Patrick
- Klas Wiljergård : Jimmy
- Chatarina Larsson : Anita
- Johan Widerberg : Vitskjortan